# Elio de Angelis
Elio de Angelis, född 26 mars 1958 i Rom, död 15 maj 1986 i Le Castellet i Frankrike, var en italiensk racerförare.

## Racingkarriär

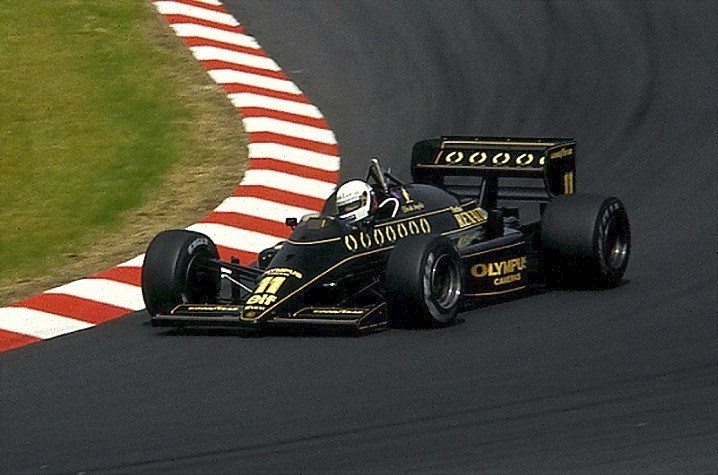
de Angelis i Lotus-Renault i.

Elio de Angelis debuterade i formel 1 för Shadow 1979. Han kom som bäst trea i formel 1-VM 1984, men då i Lotus. Han vann även två race, ett med bara två hundradelar efter en hård duell med Keke Rosberg i Österrikes Grand Prix 1982. Elio de Angelis var känd som sympatisk och han älskade att spela piano. 
Elio de Angelis omkom under träning på Paul Ricard-banan 1986.

## F1-karriär
| Säsong                | Stall/Tillverkare     | Placering             | Lopp | Poäng | Etta | Tvåa | Trea | Pole | Varv |
| --------------------- | --------------------- | --------------------- | ---- | ----- | ---- | ---- | ---- | ---- | ---- |
| 1979                  | Shadow-Ford           | 17                    | 15   | 3     |      |      |      |      |      |
| 1980                  | Lotus-Ford            | 7                     | 14   | 13    |      | 1    |      |      |      |
| 1981                  | Lotus-Ford            | 8                     | 14   | 14    |      |      |      |      |      |
| 1982                  | Lotus-Ford            | 9                     | 15   | 23    | 1    |      |      |      |      |
| 1983                  | Lotus-Renault         | 17                    | 15   | 2     |      |      |      | 1    |      |
| 1984                  | Lotus-Renault         | 3                     | 16   | 34    |      | 1    | 3    | 1    |      |
| 1985                  | Lotus-Renault         | 5                     | 16   | 33    | 1    |      | 2    | 1    |      |
| 1986                  | Brabham-BMW           | †                     | 4    |       |      |      |      |      |      |
| Sammanlagt 8 säsonger | Sammanlagt 8 säsonger | Sammanlagt 8 säsonger | 109  | 122   | 2    | 2    | 5    | 3    | 0    |

| 1. Österrike 1982 2. San Marino 1985 |

| 1. Brasilien 1980 2. USA East 1984 |

| 1. Brasilien 1984 2. San Marino 1984 3. USA 1984 4. Brasilien 1985 5. Monaco 1985 |

| 1. Europa 1983 2. Brasilien 1984 3. Kanada 1985 |

| 1. Storbritannien 1981 2. Brasilien 1983 3. Australien 1985 |